# Eugen Netto
Eugen Otto Erwin Netto, nemški matematik, * 30. junij 1848, Halle, Nemčija, † 13. maj 1919, Gießen, Nemčija.

## Življenje in delo
Netto je najbolj znan po svojem delu iz kombinatorike in teorije grup. Od leta 1866 je študiral na Univerzi v Berlinu pri Kroneckerju, Weierstrassu in Kummerju. Doktoriral je leta 1870 pod Weierstrassovim in Kummerjevim mentorstvom. Najprej je devet let poučeval na gimnaziji v Berlinu, nato pa je leta 1879 postal izredni profesor na Univerzi v Strasbourgu. Leta 1882 so ga imenovali za izrednega profesorja na Univerzi v Berlinu, od leta 1888 pa je bil redni profesor na Univerzi v Gießnu. Ob upokojitvi leta 1913 so ga imenovali za profesorja emeritusa.
Netto je veliko prispeval k razvoju abstraktne teorije grup, kjer je uporabil spoznanja o permutacijskih grupah in grupah iz teorije števil, ne pa tudi matričnih grup. V svojih člankih je naprej razvil teorijo grup, še posebej je leta 1877 dal dokaze izrekov Sylowa o številu podgrup danega reda, ki jih vsebuje dana končna grupa. 
Cantor je leta 1878 pokazal, da lahko enotski interval {\displaystyle I\,} bijektivno preslikamo na enotski kvadrat {\displaystyle I^{2}\,}. Naslednje leto je Netto pokazal, da takšna preslikava ne more biti zvezna funkcija.
Njegovo delo Priročnik kombinatorike (Lehrbuch der Combinatorik) iz leta 1901 je eno najzgodnejših del posvečeno izključno kombinatoriki.